# Дамич
Дамич (Дамиц, Damitz) — российский дворянский род немецкого происхождения, возможно, уходящий корнями в Померанию (см. de:Damitz (Adelsgeschlecht)).
В XVIII веке семья располагала имением в Белорусской губернии. В XIX веке род внесен в родословные книги Симбирской и Тверской губерний.

## Представители
Иван Дамич. Дворянин в Белорусской губернии.
- Феодосий (Фердинанд) Иванович Дамич (Дамиц, Damitz) (1793 — 1842). Лютеранского исповедания. С 1810 года в Тобольском пехотном полку. Участник сражений при Смоленске, Гедеоновке (21.08.1812), Бородине, Рождествене (06.10.1812), Малоярославце и Красном. Ранен при Калише (01.02.1813). Был также в битве при Лютцене. С 1816 года — поручик, переведен в Гренадерский полк короля Прусского. С 23.03.1817 — штабс-капитан. В 1818 году по выбору дворянства определён в Царскосельском уезде земским исправником, в 1822 — назначен в Пермь городничим[3]. С 1833 года — Симбирский полицеймейстер в чине майора, затем — городничий Сенгилея и полицмейстер Сызрани[4]. Жена: Юлия Васильевна (Juliane Wilhelmine) Гербель (25.10.1791 — 05.11.1880). Дочь полковника артиллерии Василия (Вилима) Родионовича Гербеля (Wilhelm Friedrich von Gerbel), сестра В. В. Гербеля.
  - Александр-Фридрих Вильгельм Фердинандович Дамич (06.04.1819 — ?).
  - Алексей-Фердинанд Фердинандович Дамич (27.06.1821 — после 1885). Крещен в церкви Св. Анны в Петербурге. Литератор, издатель. Состоял в переписке с А. Н. Островским[5] и А. А. Фетом[6]. После смерти Н. А. Некрасова и своего двоюродного брата Н. В. Гербеля принял на себя обязанности главного редактора сочинений В. Шекспира[7].
    - Иван Алексеевич Дамич (15.07.1869 Нерчинск — после 1916). Патронатный воспитанник Алексея Фердинандовича Дамича. Сын жительницы Шахталинского участка Татьяны Ивановны Ямщиковой, впоследствии Макеевой[8]. Записан в Петербургское мещанское общество. Окончил реальное училище и юридический факультет Санкт-Петербургского университета. Действительный статский советник (1916). Член правления от министерства финансов Забайкальской железной дороги[9]. Жена (с 1914) Татьяна Антоновна Кононова (1868 — после 1914).

  - Николай Фердинандович Дамич (05.09.1823 — после 1887). В чине полковника заведовал Тифлисской мастерской обмундирования (1869) при Главном интендантском управлении[10]. Генерал-майор (1887). Посещал Благородное собрание на Литейном. Был другом детства Л. П. Шелгуновой[11]. Завещал капитал «Обществу для пособия нуждающимся литераторам и ученым»[12].
  - Елена (Helene Agnes) Фердинандовна Дамич (31.08.1825 Пермь — 21.12.1861).
- Иван Иванович Дамич (1794 — 12.12.1849). С 15.02.1812 в Тобольском пехотном полку, подпрапорщик. За отличие при Бородине переведен в прапорщики (26.08.1812). С 1816 — в Гренадерском полку короля Прусского. 10.02.1819 — поручик. 24.01.1821 переведен в Семеновский полк. Участник подавления декабрьского мятежа на Сенатской площади. 26.08.1827 определён в Торжок городничим[13]. С 19.06.1830 стал Тверским полицеймейстером. С 16.07.1832 — полковник. С 20.10.1849 года вышел в отставку. Был помещиком Палагино, Беле-Кушальского и др. в Тверском уезде. После его смерти осталась семья из десяти человек, а к покойному были выставлены претензии до 10 тысяч рублей по долговым обязательствам[14]. Жена: Екатерина Васильевна Кадникова (1803 — 14.06.1846);
  - Мария Ивановна Дамич (27.09.1826 — после 1879). Муж (с 1847): Михаил Сергеевич Горяинов (09.02.1826 — 19.10.1903), поручик, штаб-ротмистр. Дети: Сергей, Владимир, София, Алексей, Борис, Юрий.
  - Елизавета Ивановна Дамич (14.03.1827 — после 1852). Муж: Альфред Адамович Стравинский (1828 - после 1872), Начальник IV отделения инженерного ведомства путей сообщения в г. Кириллове, инженер, статский советник[15]. Дети: Валериан, Николай, Вячеслав.
  - Юлия Ивановна Дамич (15.04.1828 Торжок — после 1860).
  - София Ивановна Дамич (03.06.1829 — после 1852). Муж: Александр Николаевич Бодиско (1828 — после 1852). На 1852 год — прикомандированный для испытаний на службу в Лейб-гвардии Литовском полку поручик Бутырского пехотного полка, уволенный от службы штабс-капитаном.
  - Арсений Иванович Дамич (19.12.1830 Тверь — после 1876 до 1901). Подполковник, начальник 2-го Гренадерского Ростовского Принца Фридриха Нидерландского полка. По отставке — в чине полковника. В 1874 году вместе с супругой стал жертвой мошенничества «Клуба червонных валетов»[16]. Жена: Вера Ивановна (? — после 1907).
    - Борис Арсеньевич Дамич (1866 — после 1911). Дворянин хутора Гальчино. Начальник станции Проня (1911), получил серебряную медаль «за спасение погибающих»[17]. Жена: Елена Петровна Догадина (? — после 1916), из московских мещан.
      - Николай Борисович Дамич (1892 — 07.03.1959 Люберцы). Майор, политработник, участник Великой Отечественной войны[18].

    - Николай Арсеньевич Дамич (26.02.1868 — 04.12.1941). Окончил Павловское училище. С 1890 года — подпоручик Новоторжского пехотного полка,  а с 1891— состоял в Михайловской крепостной артиллерии. В 1898 году инспектировал завод в Петербурге, числясь по Кавказскому военному округу. С 1902 года — в Либавской крепостной артиллерии. В начале Первой мировой войны — подполковник в Ковенской крепости[19]. С 1916 — во 2-м Кронштадтском крепостном полку. Затем стал командиром 6-го отдельного осадного артиллерийского дивизиона[20]. После революции — в эмиграции (Греция). Проживал в русском лагере в Харилау в бараке «В». Член «Союза русских офицеров». Погребен в Салониках (Каламарья)[21]. Жена: Ольга Александровна Шумилина[22] (16.06.1876 — после 1921).
      - Георгий Николаевич Дамич (15.04.1907 Санкт-Петербург — 26.12.1990 Магнитогорск). Жена: Клавдия Федоровна (Чурикова) Дамич.

    - Екатерина Арсеньевна Дамич (03.09.1873 — после 1892). Вместе с сёстрами воспитывалась в Александро-Мариинском училище в Москве.
    - Евгения Арсеньевна Дамич (06.10.1874 Москва — после 1907). Муж: Сергей Николаевич Смагин (? — после 1907), коллежский регистратор. Дети: Сергей (03.1906 — 24.05.1906) и Тамара (24.02.1907 — ?).
    - Ольга Арсеньевна Дамич (19.05.1876 Москва — после 1907). Муж Михаил Николаевич Лебедев (1867 — после 1902), сын отставного коллежского секретаря.

  - Екатерина Ивановна Дамич (10.01.1832 Тверь — после 1860). Муж (с 1856): Валериан Петрович Залесский (1832 — после 1860). Дворянин. Помощник окружного начальника тверской палаты государственных имуществ (1856), коллежский секретарь (1860). Дети: Екатерина, Мария.
  - Анна Ивановна Дамич (27.01.1833 — 1893). Входила в круг знакомых семьи Тютчевых[23]. Муж Петр Ларионович Федоренко (25.05.1827 Екатеринослав — 07.03.1901 Смоленск). С 1858 — казенных дел стряпчий (помощник губернского прокурора, осуществлявший надзор за законностью) в Тверской губернии.
  - Василий Иванович Дамич (15.02.1834 — после 1853). Учился во 2-м Кадетском корпусе.
  - Ольга Ивановна Дамич (10.08.1835 — ?). Муж: Андрей Михайлович Холин (1833 — после 1864). Канцелярский служитель Московского горного правления.
  - Александр Иванович Дамич (16.10.1836 — 26.04.1837).
  - Аполлинария Ивановна Дамич (16.10.1836 — 20.10.1837).
  - Надежда Ивановна Дамич (08.07.1838 — 27.10.1839).
  - Иван Иванович Дамич (24.04.1840 — после 1882). В 1876—1878 коллежский регистратор тверского окружного суда. В 1882 году — смотритель исторического музея в Москве. Жена: Мария Луиза Фани Ивановна Дова (Maria Luisa Fany Dova) (1850 — после 1884), швейцарская гражданка реформатского вероисповедания.
    - Иван Иванович Дамич (28.05.1879 — 05.06.1879).
    - Николай Иванович Дамич (12.09.1881 Тверь — 02.07.1882 Москва).
    - Надежда Ивановна Дамич (1884 — после 1915). Муж: Владислав Михайлович Знищинский (26.01.1882 — после 1916). Подпоручик 16-го Ладожского пехотного полка. Контужен (1915 г.)[24]. Перешёл в 289-й пехотный Коротоякский полк.

  - Евгения Ивановна Дамич (08.07.1838 — после 1868). Обучалась в Санкт-Петербурге в училище Св. Екатерины на счет «Его Императорского Высочества». Муж: Сергей Федорович Кокошкин (1832 — ?). Отставной коллежский секретарь (1868). Дочь Екатерина.